# Berlinska dróha
Berlinska dróha (в.-луж. Берлінська вулиця) — німецький музичний проєкт, що виконує пісні в стилі фолк-панк німецькою і верхньолужицькою мовами.
Гурт засновано 2007 року, коли берлінський співак Пауль Наґель познайомився на фестивалі з лужицькою виконавицею Утою Швейджіц. Назву придумали як натяк на вуличне музикування, яким у молодості займався Наґель. 2008 року відбулися перші концерти. 2011 року вийшов альбом Wokoło róžka — Um die Ecke. 2014 року вийшов другий альбом Wočiń durje! і міні-альбом Čorna Dróha. Колектив співпрацює з лужицьким панк-рок гуртом Čorna Krušwa.
Пісням дуету притаманні сатиричні нападки на владу («Herr Krug», «Der Henker») і мистецтво («Kabarett»). Музичний супровід становлять скрипка і фортепіано.
Гурт неодноразово виступав в Україні (Дрогобич, Київ, Львів).